# Pripjat
 For alternative betydninger, se Pripjat (by).
Pripjat (hviderussisk: Прыпяць, tr. Prypjats; ukrainsk: Припять, tr. Pripjat) er en 775 km (ifølge en anden beregning 761 km) lang flod i  Hviderusland og Ukraine, der afvander Pripjat-sumpene (under 1. verdenskrig blev sumpene kendt under navnet Rokitno-sumpene) og udmunder i det nordlige Ukraine gennem Kyivreservoiret som højre biflod til Dnepr cirka 20 km syd for Tjernobyl. 
Pripjat er via floden Mukhavets og Dnepr-Bug kanalen forbundet med Bug, der er en del af Wisłas og Njemens flodsystemer. Afvandingsarealet er 114.300 km² og middelvandføringen cirka 460 m³/sek. Ved floden ligger blandt andet byen Pripjat, som efter Tjernobylulykken blev evakueret. Efter oversvømmelser i 1993 lækkede radioaktivt affald via Pripjatfloden ud i Kyivreservoiret, som er Kyivs vigtigste kilde til drikkevand.

## Byer ved Pripjat
- Pinsk
- Mazir